# キャピラリ数
流体力学におけるキャピラリー数（キャピラリーすう、Ca）は、粘性力と異なる流体間の境界に作用する表面張力との比を表す。例えば、流れの中にある気泡は、粘性の効果によって変形しようとするが、表面張力はその効果によって表面積を最小の状態にしようとする。キャピラリー数は、次のように定義される。
{\displaystyle Ca={\frac {\mu V}{\sigma }}.}
ここで、μ は液体の粘性係数、V は代表速度、{\displaystyle \sigma } は表面張力、または二種の流体間での界面張力を示す。
この時、分母、分子の次元は同一である。つまり、キャピラリー数は無次元量である。